# Squadra maltese di Fed Cup
La squadra maltese di Fed Cup rappresenta Malta nella Fed Cup, ed è posta sotto l'egida della Malta Tennis Federation.
Essa partecipa alla competizione dal 1986 con un'apparizione nel tabellone principale prima della riforma del formato nel 1995. Da allora non ha mai superato le fasi zonali.

## Organico 2010
Aggiornato ai match del gruppo II (21-23 aprile 2010). Fra parentesi il ranking della giocatrice nei giorni della disputa degli incontri.
- Stephanie Sullivan (WTA #)
- Kimberley Cassar (WTA #)
- Elaine Genovese (WTA #)

## Ranking ITF
- Il prossimo aggiornamento del ranking è previsto per il mese di febbraio 2012.

| Malta nel Ranking ITF (aggiornata al 7 novembre 2011) |           |       |                            |
| Pos                                                   | Squadra   | Punti | Gruppo                     |
| 85                                                    | Bermuda   | 46.50 | Gruppo II - Americhe       |
| 86                                                    | Honduras  | 21.75 | Gruppo II - Americhe       |
| 87                                                    | Mauritius | 20.00 | Gruppo III - Europa/Africa |
| 88                                                    | Malta     | 15.00 | Gruppo III - Europa/Africa |
| 89                                                    | Moldavia  | 12.00 | Gruppo III - Europa/Africa |
| 90                                                    | Islanda   | 10.00 | Gruppo III - Europa/Africa |
| 91                                                    | Iran      | 0.00  | Gruppo II - Asia/Oceania   |